# Nomada eximia
Nomada eximia är en biart som beskrevs av Constance Margaret Eardley och Schwarz 1991. Nomada eximia ingår i släktet gökbin, och familjen långtungebin. Inga underarter finns listade i Catalogue of Life.